# 斯特耶马克狸藻
斯特耶马克狸藻（学名：Utricularia steyermarkii）为狸藻属似多年生小型藓间生或岩生食虫植物。其种加词“steyermarkii”来源于美国植物学家朱利安·阿尔弗雷德·斯特耶马克。斯特耶马克狸藻为委内瑞拉的特有种，仅已知三个分布地。斯特耶马克狸藻着生于长满苔藓的岩壁。花期为2月，果期为5月。1967年，彼得·泰勒最先发表了斯特耶马克狸藻的描述。

## 外部連結
- 食虫植物照片搜寻引擎中斯特耶马克狸藻的照片 （页面存档备份，存于）

 维基共享资源上的相關多媒體資源：斯特耶马克狸藻
 維基物種上的相關：斯特耶马克狸藻